# Martín Peña (Santurce)
|                                                  |                                                         |
| Coordenadas                                      | 18°26′15″N 66°3′40″O / 18.43750, -66.06111              |
| Entidad • País • Territorio • Municipio • Barrio | Sub-barrio Estados Unidos Puerto Rico San Juan Santurce |
| Superficie                                       | 0,19 km² (0,07 mi²)                                     |
| Población • Densidad poblacional                 | 415 (2000) 2.234,9 km² (5.788,3 mi²)                    |

Martín Peña es uno de los cuarenta «sub-barrios» del barrio Santurce en el municipio de San Juan, Puerto Rico. De acuerdo al censo del año 2000, este sector contaba con 415 habitantes y una superficie de 0,19 km².

## Transporte público
La estación terminal Sagrado Corazón del Tren Urbano de San Juan se encuentra en la avenida Fernández Juncos esquina calle Haydee Rexach de esta localización.